# Darginische Sprache
Darginisch (oder Dargwa, Eigenbezeichnung дарган мез dargan mez) ist eine Sprache, die von ca. 370.000 Menschen gesprochen wird. Die Sprecher, die Darginer (oder Darginen), leben vorwiegend in der autonomen Republik Dagestan in der Russischen Föderation, kleine Minderheiten auch in Aserbaidschan, Kasachstan, Kirgisistan, der Türkei und Turkmenistan.
Darginisch gehört zur lakisch-darginischen Untergruppe innerhalb der Sprachgruppe der dagestanischen Sprachen, die wiederum zur (nordostkaukasischen) nachisch-dagestanischen Sprachfamilie gehören. Am nächsten verwandt ist das Lakische.

## Sprachliche Situation

Hauptverbreitungsgebiet des Darginischen (Nr. 1) im Umfeld der Nordostkaukasischen Sprachfamilie

Darginisch ist die zweithäufigste Sprache in Dagestan und im Alltag gut verankert. Es ist Schulsprache, außerdem gibt es Zeitungen, Bücher und Radiosendungen in dieser Sprache. Allerdings zerfällt sie in eine Reihe von untereinander nur sehr schwer verständlichen Dialekten, die von manchen Forschern sogar in vier Gruppen mit elf eigenständigen Sprachen eingeteilt werden (darunter z. B. das Kubatschinische); die Schriftsprache beruht auf dem akuschinischen Dialekt, gesprochen um das Dorf Akuscha.

## Sprachliche Charakteristiken
Die darginische Schriftsprache hat 5 Vokale (i, e, ə, a, u) und 37 Konsonanten, darunter Ejektive, Uvulare und Pharyngale.
Sie verfügt über 3 Nominalklassen, ist eine Ergativsprache und besitzt 20 Lokative.
Am Verb werden Tempus, Aspekt, Modus, Nominalklassen und Person bezeichnet. Außerdem können die Verben durch Präverbien spezifiziert werden.

## Schrift
Zunächst wurde Darginisch in arabischer Schrift geschrieben (bereits im 16. Jahrhundert), dann folgte 1928 der Wechsel zum lateinisch-basierten Einheitlichen Alphabet. 1938 wurde die kyrillische Schrift eingeführt, die bis heute Gültigkeit hat. Die Konsonanten des Darginischen werden teilweise mit Hilfe von Digraphen wiedergegeben, wobei auch der Hilfsbuchstabe I zur Anwendung kommt.

## Textprobe
ФиргIяванла анцIбукь иш тяхIярлике бехIбихьибил саби. Мисрилизе ца адам ууле сай сунесра МусгIаб букIуй. Их адам сунела халкьла кьяле дихIян ууле сай. Ихила ГIямаликьатуне букIуй Тамуа дерхIнезекан рубил хIунулра рууле сари. Ихдила акIубил агар ууле сай. Ихъэ левле, ца бари ца кьяйни къача бухъахъулре, сай пашмаа пикрилизе икиле кайилре, гемру деркIира, амма дерхIе ризкьи Iевуб иле. […]